# Gare d’Achères-Ville
Gare d’Achères-Ville vasútállomás és RER állomás Franciaországban, Achères településen.

## Vasútvonalak
Az állomást az alábbi vasútvonalak érintik:
- Achères-Pontoise-vasútvonal

## Kapcsolódó állomások
A vasútállomáshoz az alábbi állomások vannak a legközelebb:
- Gare de Maisons-Laffitte (Gare de Boissy-Saint-Léger, A RER-vonal)
- Gare de Conflans-Fin-d'Oise (Gare de Cergy-le-Haut, A RER-vonal)
- Gare de Maisons-Laffitte (Paris Gare Saint-Lazare, Transilien line L)